# Anthurium cartiense
Anthurium cartiense är en kallaväxtart som beskrevs av Thomas Bernard Croat. Anthurium cartiense ingår i släktet Anthurium och familjen kallaväxter. Inga underarter finns listade.